# Russiske Republik
Den Russiske Republik (russisk: Российская республика, tr. Rossijskaja respublika) var en kortvarig stat, der de jure kontrollerede det tidligere Russiske Kejserriges territorium efter proklamationen af den russiske foreløbige regering den 1. september (14. september iflg. den gregorianske kalender) 1917 i et dekret underskrevet af Aleksandr Kerenskij som ministerpræsident og Aleksandr Sarudnyj som justitsminister.
Allerede den 25. oktober (7. november iflg. den gregorianske kalender) 1917 blev Den Russiske Republik omstyrtet ved Oktoberrevolutionen og erstattet af Den Russiske Socialistiske Føderative Sovjetrepublik.